# 23 iulie
ianuarie • februarie • martie  • aprilie  • mai  • iunie  • iulie  • august  • septembrie  • octombrie  • noiembrie  • decembrie
23 iulie este a 204-a zi a calendarului gregorian și a 205-a zi în anii bisecți. Mai sunt 161 de zile până la sfârșitul anului.

## Evenimente

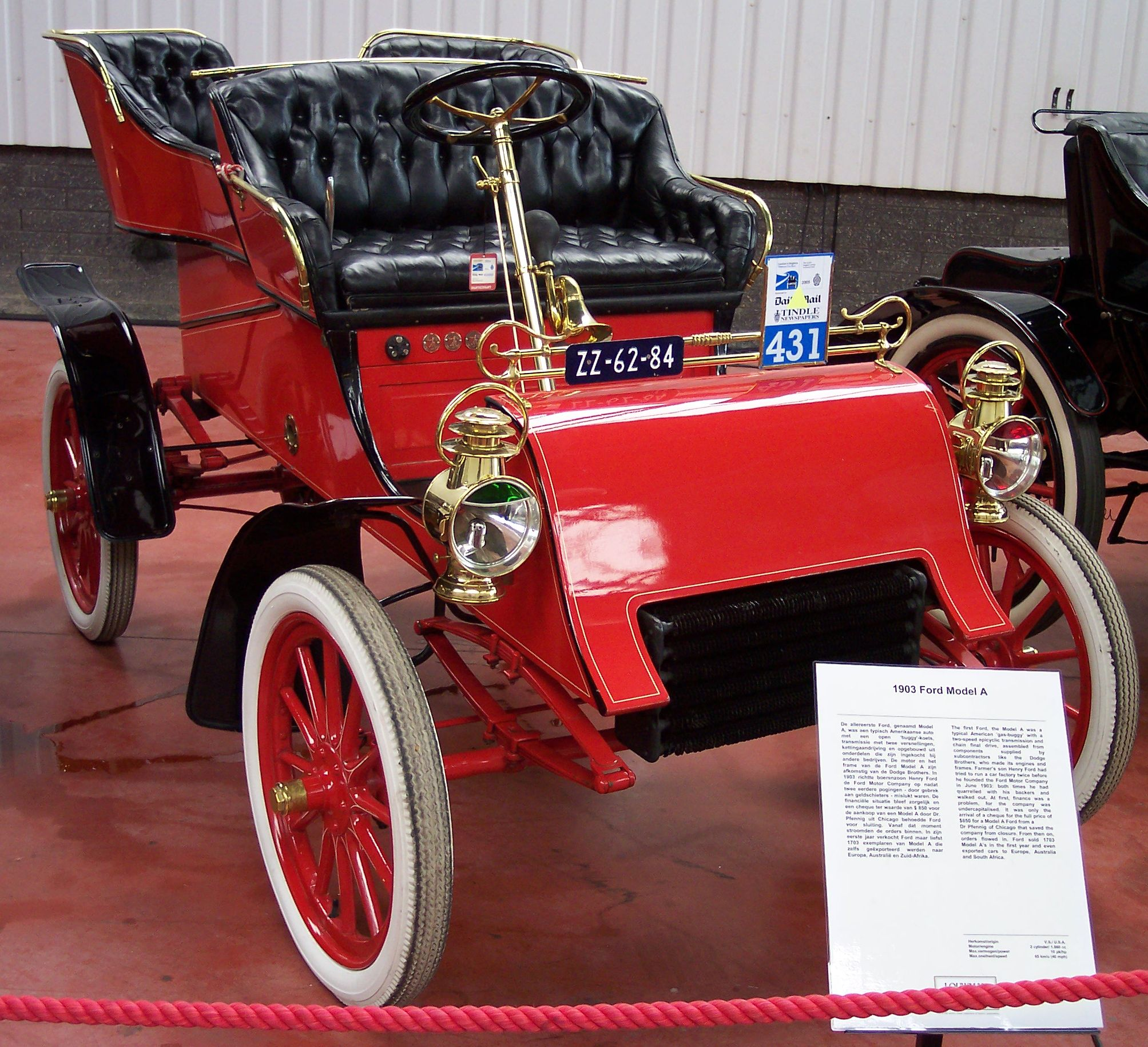
1903: Ford Motor Company aduce Modelul A pe piața americană.

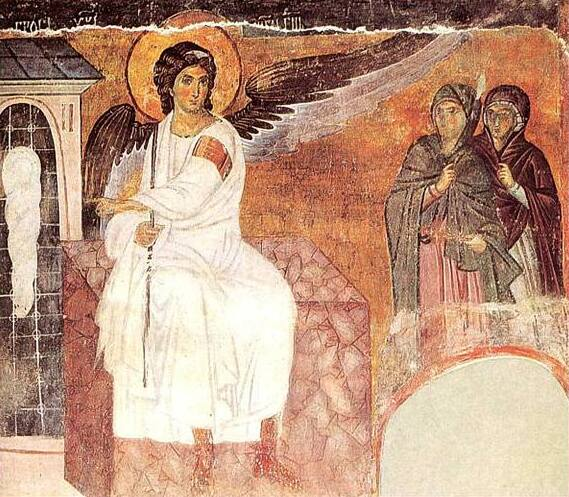
1962: Îngerul Alb este primul semnal de televiziune prin satelit trimis din Europa în Statele Unite ale Americii.

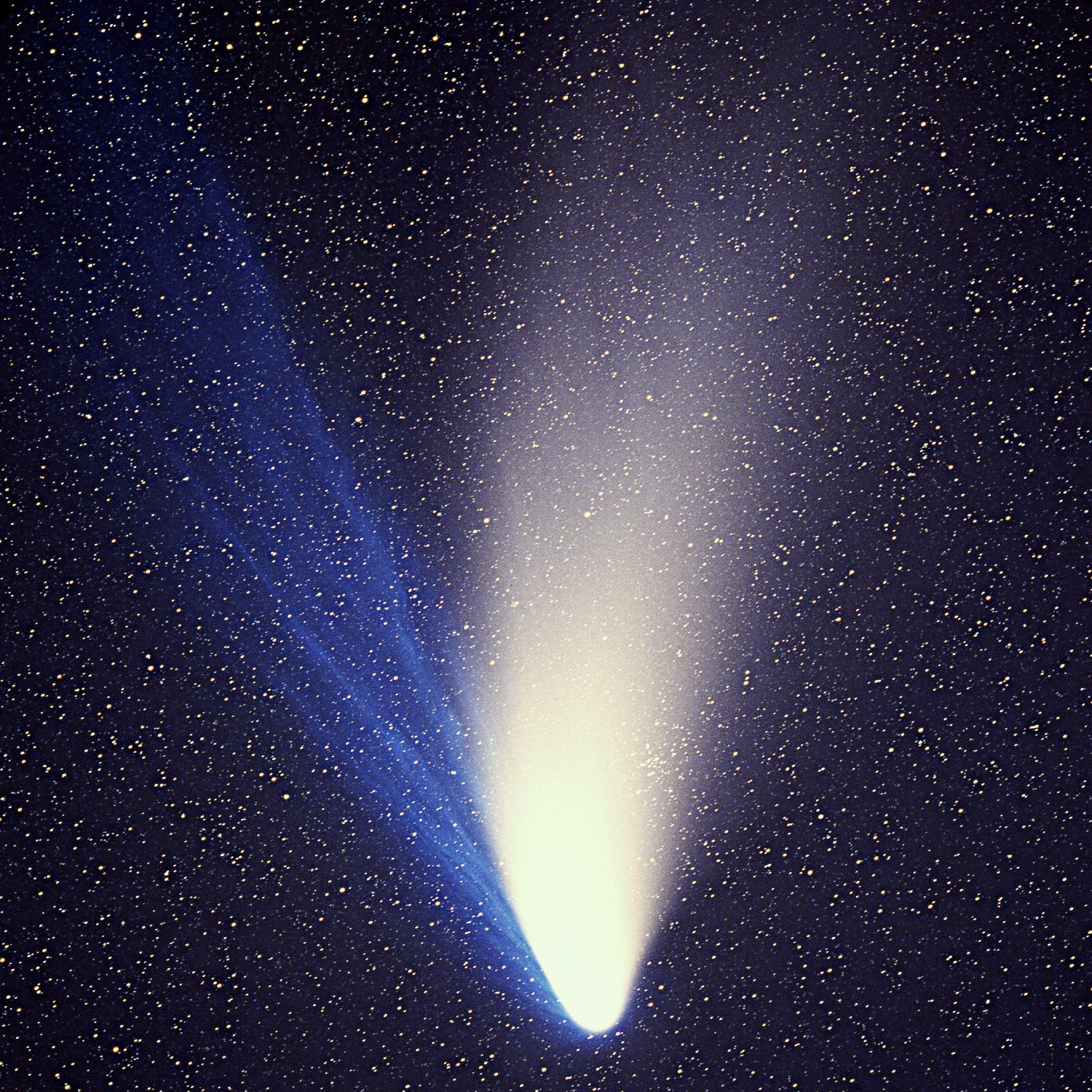
1995: Americanii Thomas Hale și Alan Bopp au descoperit, independent unul de altul, cometa Hale-Bopp.

- 1601: Mihai Viteazul dictează memoriul către marele duce al Toscanei, Fernando I de Medici, păstrat numai în traducere, prima autobiografie din literatura română.
- 1829: William Burt a conceput prima mașină de scris din lume.
- 1859: A apărut, la București, prima publicație a Armatei Române, "Observatorul militar, diariu, politicu și scientificu" (până la 3 decembrie 1859; din 22 iulie 1994 apare seria nouă).
- 1862: Serviciul de poștă a intrat în administrația statului; s-a înființat Direcția centrală a poștelor. (23 iulie/4 august)
- 1881: La Liège, Belgia, s-a înființat Federația Internațională de Gimnastică, cea mai veche federație sportivă internațională.
- 1903: Ford Motor Company aduce Modelul A pe piața americană.
- 1914: Imperiul austro-ungar a emis un ultimatum Serbiei, după asasinarea arhiducelui Franz Ferdinand. Actul a precedat izbucnirea Primului Război Mondial.
- 1921: A fost semnată Convenția de la Paris (Belgia, Franța, Marea Britanie, Grecia, Italia, România, Regatul sârbilor, croaților și slovenilor și Cehoslovacia). Convenția stabilea statutul definitiv al Dunării: navigația pe Dunăre era liberă și deschisă tuturor pavilioanelor în condiții de egalitate completă, pe tot parcursul navigabil al fluviului și pe toată rețeaua internaționalizată.
- 1942: Poet bulgar și liderul comunist Nikola Vaptsarov este executat prin împușcare.
- 1952: Ultimul rege egiptean Farouk a fost răsturnat de o lovitură de stat militară condusă de Ali Muhammad Naguib și Gamal Abdel Nasser, punând astfel capăt domniei dinastiei Muhammad Ali.
- 1959: Vizita lui Richard Nixon în URSS (23–31 iulie).
- 1962: Îngerul Alb este primul mesaj de televiziune prin satelit transmis din Europa în Statele Unite ale Americii, ca simbol de pace și civilizație.
- 1968: Exercitând presiuni asupra guvernului liberal cehoslovac, sovieticii anunță desfașurarea, la scară largă, de manevre militare în apropiere de Cehoslovacia.
- 1984: Vanessa Williams devine prima Miss America care demisionează atunci când renunță la coroană după ce au apărut fotografii nud ale ei în revista Penthouse.
- 1986: La Londra, Prințul Andrew, Duce de York se căsătorește cu Sarah Ferguson la Westminster Abbey.
- 1991: Banca Națională a României emite norme privind înființarea și funcționarea caselor de schimb valutar.
- 1995: Americanii Thomas Hale și Alan Bopp au descoperit, independent unul de altul, cometa Hale-Bopp, la mare distanță de Soare.
- 1999: Prințul Moștenitor Mohammed Ben Al-Hassan este încoronat ca regele Mohammed al VI-lea al Marocului după decesul tatălui său.
- 2000: Șefii de stat și de guvern ai statelor membre ale G-8, reuniți la Nago, Japonia, au adoptat Declarația finală a summitului din Okinawa, care își propunea "să atace în profunzime cauzele conflictelor și sărăciei" din lume.
- 2022: Organizația Mondială a Sănătății (OMS) declară recentul focar de variola maimuței o urgență de sănătate publică de interes internațional, deoarece numărul cazurilor raportate depășește 17.000 în 75 de țări.[1]

## Nașteri
- 1503: Anna a Boemiei și Ungariei (d. 1547)
- 1649: Papa Clement al XI-lea (d. 1721)
- 1829: Alfred Beau, pictor și ceramist francez (d. 1907)
- 1854: Norbert Goeneutte, pictor, ilustrator și gravor francez (d. 1894)
- 1860: Georg Achen, pictor danez (d. 1912)
- 1869: Gheorghe Adamescu, istoric literar, membru al Academiei Române (d. 1942)
- 1872: Edward Wilson,  fizician, explorator polar, istoric natural, pictor și ornitolog englez (d. 1912)
- 1886: Walter Schottky, fizician și inventator german (d. 1976)
- 1888: Raymond Chandler, scriitor american (d. 1959)
- 1892: Haile Selassie I, împărat al Etiopiei (d. 1975)

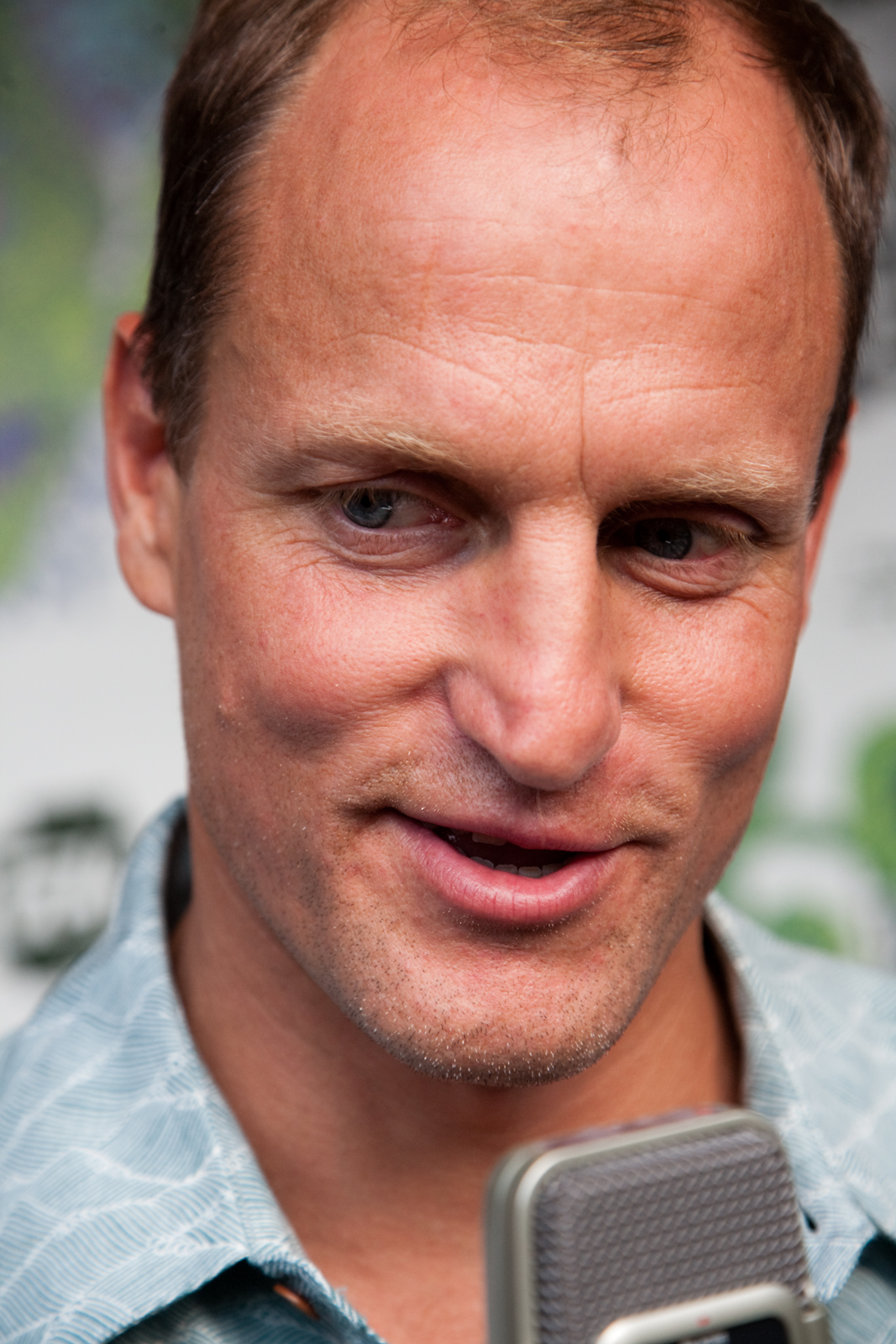
Woody Harrelson, actor american
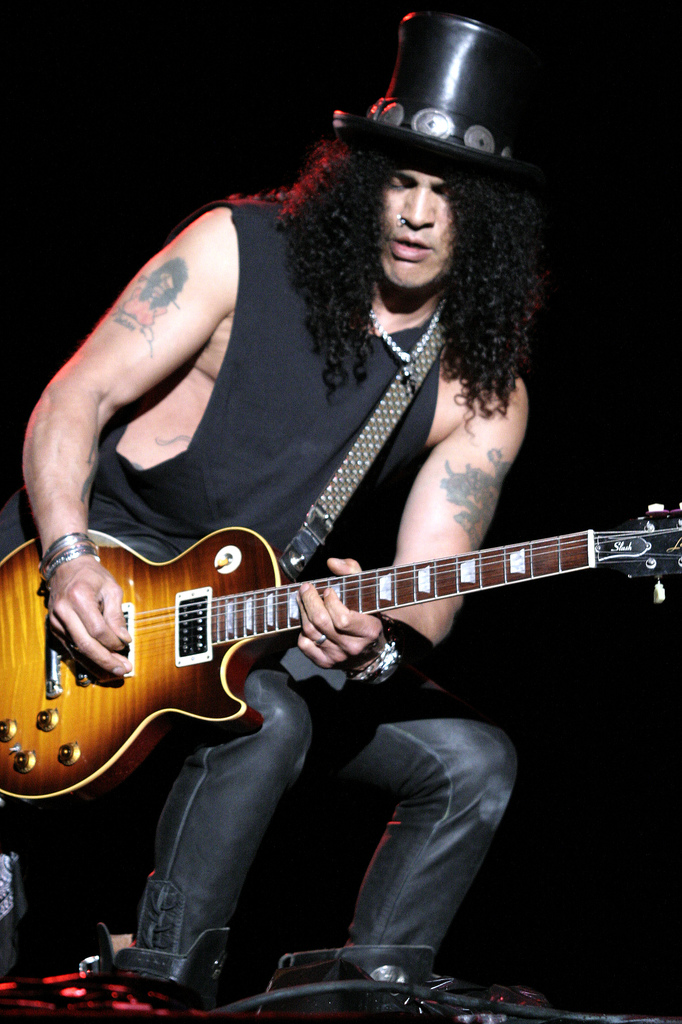
Slash, chitarist britanico-american
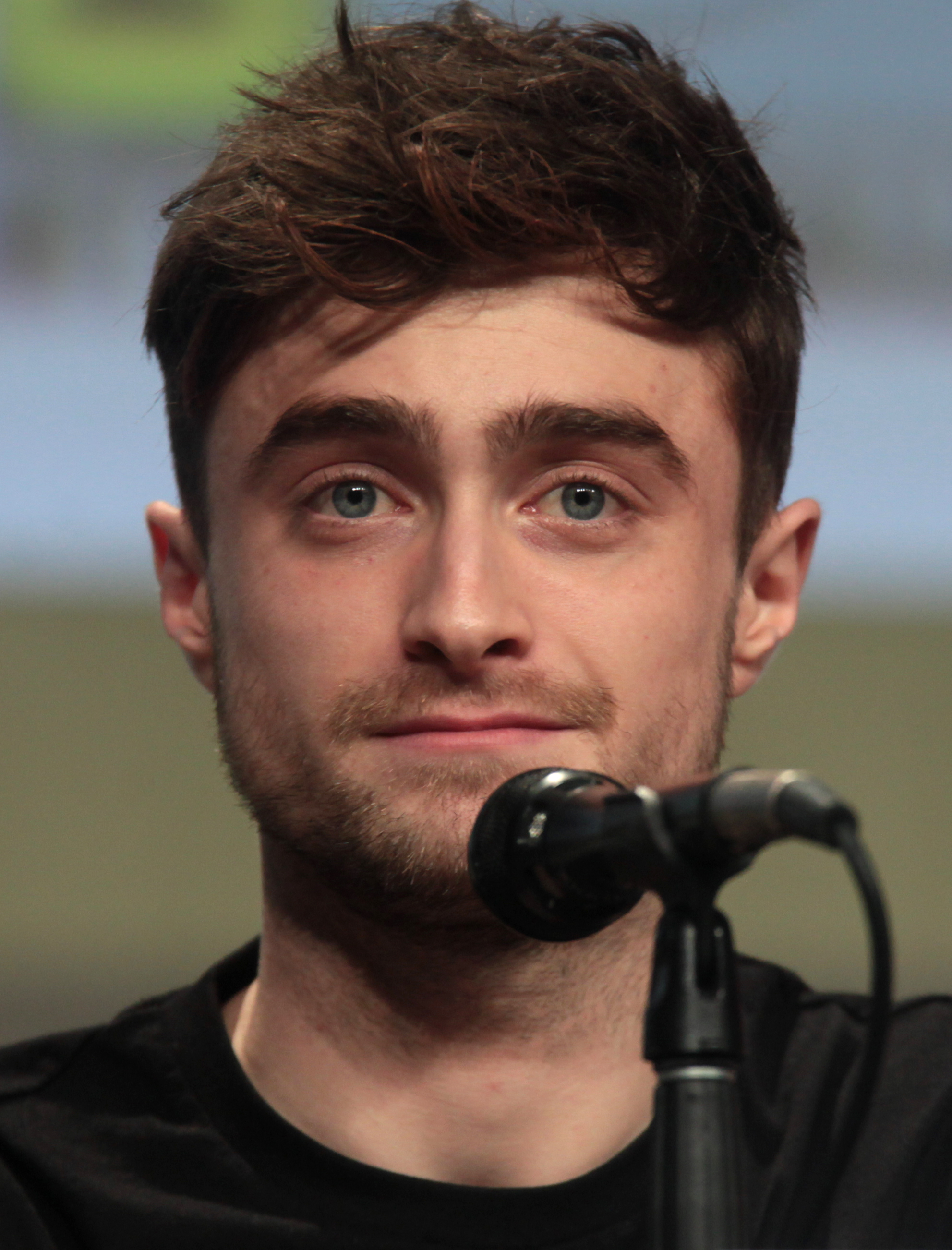
Daniel Radcliffe, actor englez

- 1908: Elio Vittorini, scriitor italian (d. 1966)
- 1912: Moses Rosen, fost șef al Cultului Mozaic din România (d. 1994)
- 1913: Gherasim Luca, poet și prozator evreu român (d. 1994)
- 1920: Amália Rodrigues, cântăreață și actriță portugheză (d. 1999)
- 1925: Nicolae Boșcaiu, biolog român, membru titular al Academiei Române (d. 2008)
- 1933: Radu Popa, arheolog român (d. 1993)
- 1941: Pierre Agostini, fizician francez, laureat al Premiului Nobel pentru Fizică
- 1959: Li Qiang, politician chinez, premier al Chinei
- 1961: Martin Gore, muzician englez, membru al formației Depeche Mode
- 1961: Woody Harrelson, actor american nominalizat de multe ori la premiile Oscar și Golden Globe
- 1965: Slash, chitarist, compozitor, muzician britanico-american (Guns'N'Roses, Velvet Revolver)
- 1967: Philip Seymour Hoffman, actor și regizor american (d. 2014)
- 1972: Marlon Wayans, actor, producător, scenarist și regizor american
- 1982: Paul Wesley, actor american
- 1989: Daniel Radcliffe, actor englez

## Decese
- 1692: Gilles Menage, poet francez (n. 1613)
- 1757: Domenico Scarlatti, compozitor italian (n. 1685)
- 1851: Constantin Daniel Rosenthal, pictor și revoluționar pașoptist (n. 1820)
- 1885: Ulysses Simpson Grant, general american și cel de-al 18-lea președinte al Statelor Unite (n.1822)
- 1912: Eugénie Salanson, pictoriță franceză (n. 1836)

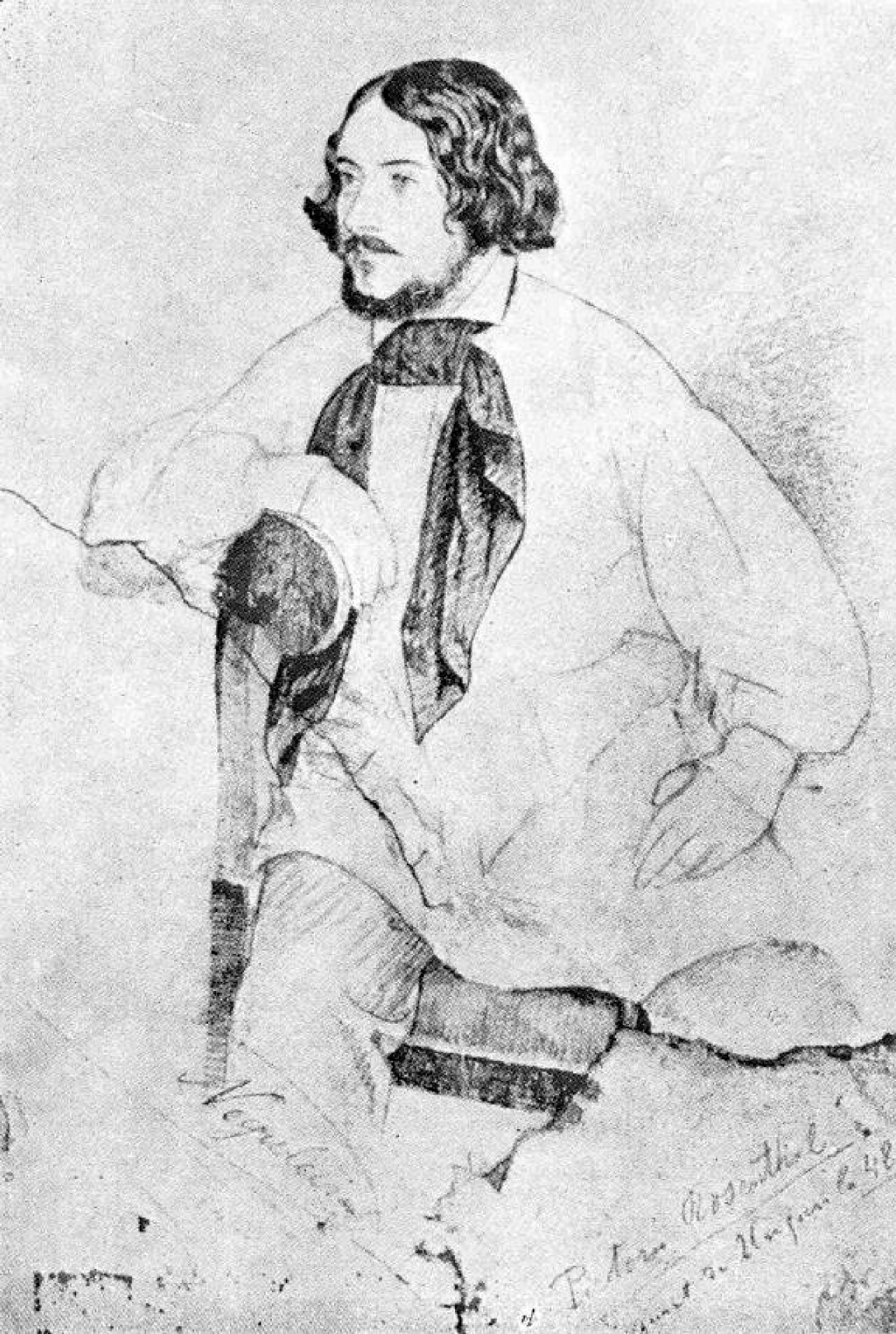
Constantin Daniel Rosenthal, pictor și revoluționar pașoptist
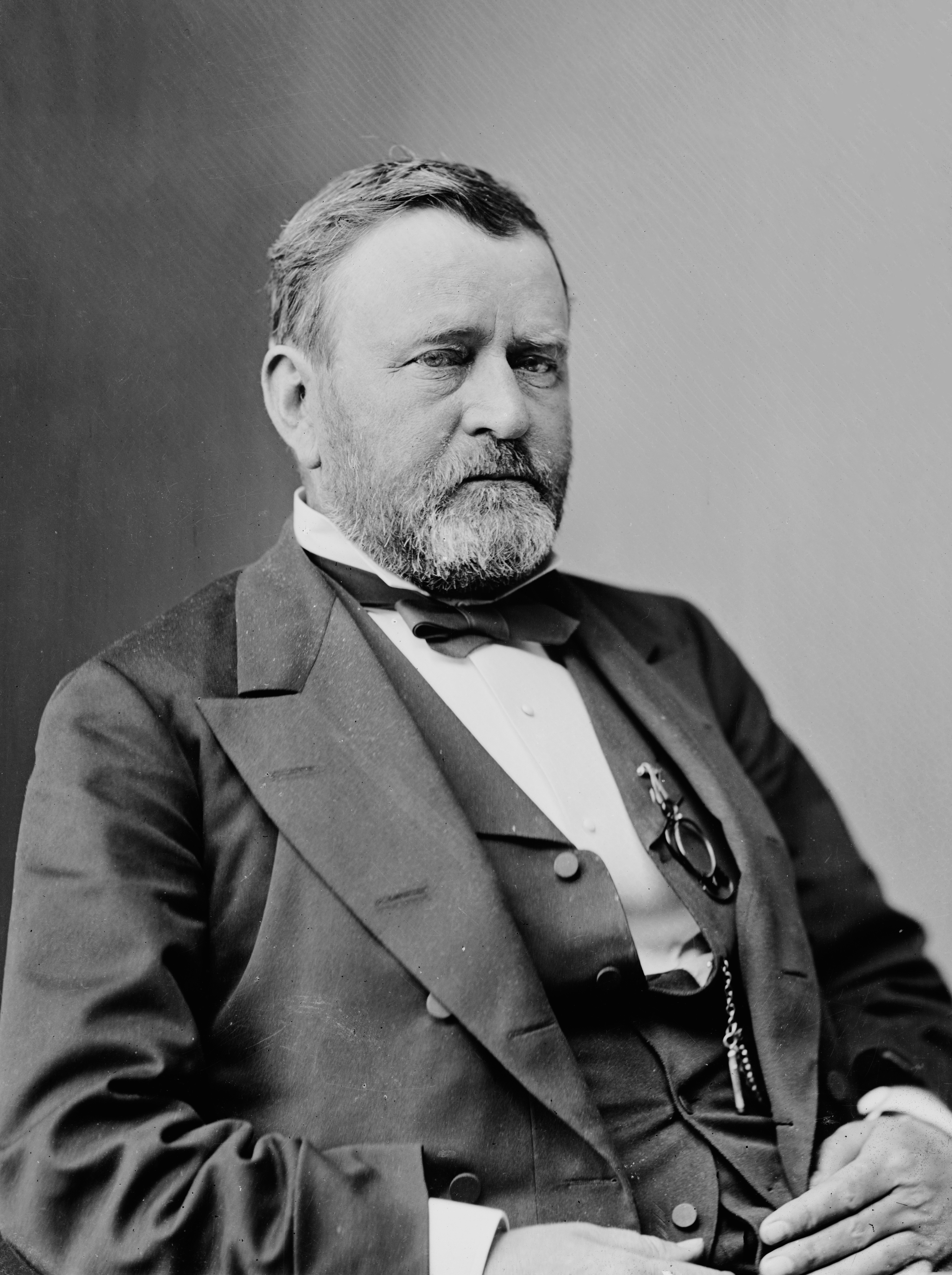
Ulysses Simpson Grant, general, președinte al Statelor Unite
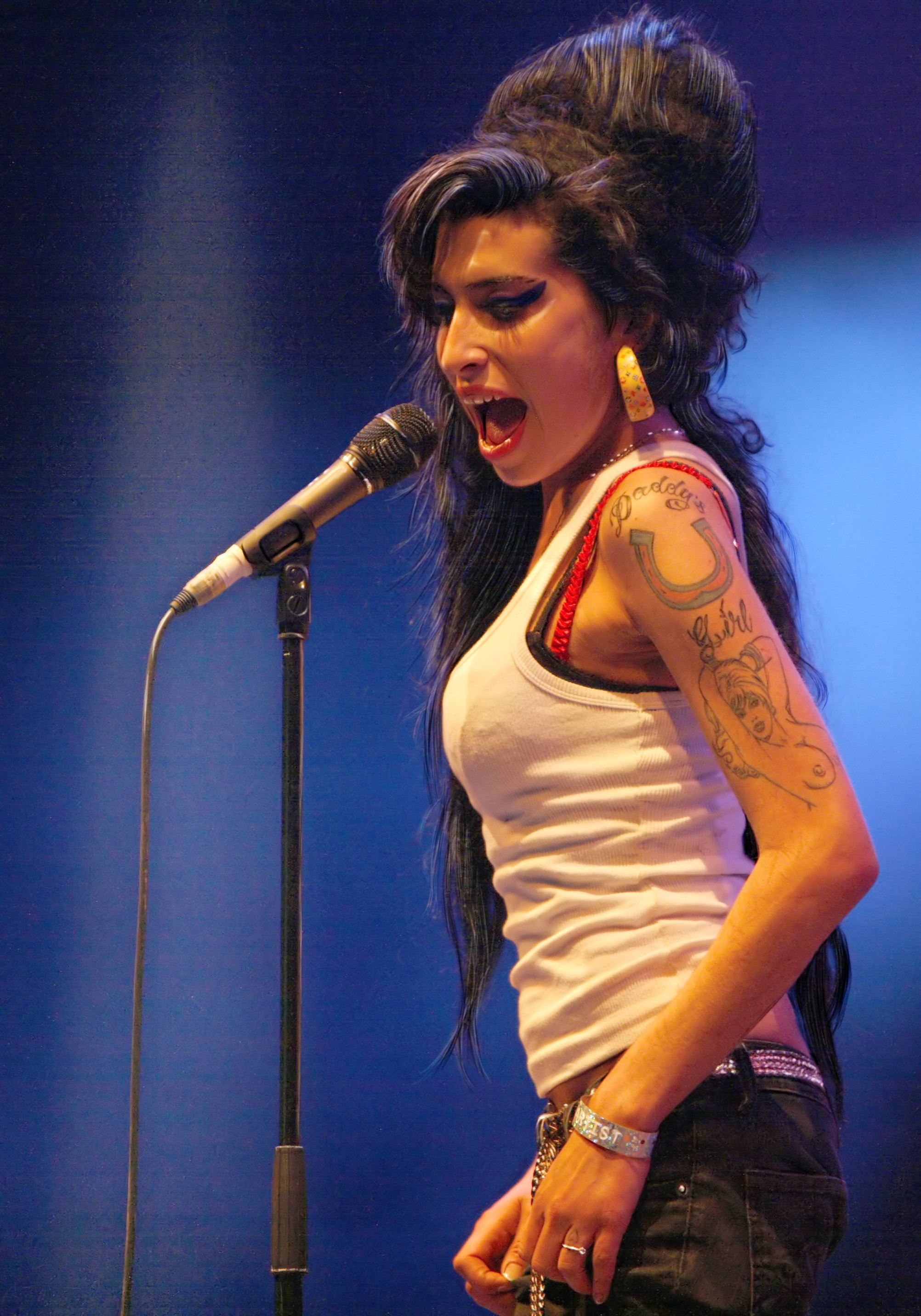
Amy Winehouse, cântăreață britanică

- 1916: William Ramsay, chimist scoțian (n. 1852)
- 1920: Teodor V. Ștefanelli (Theodor V. Ștefaniu), istoric și scriitor, membru al Academiei Române (n. 1849)
- 1951: Philippe Pétain, Mareșal al Franței (n. 1856)
- 1955: Gheorghe Spacu, chimist, academician. (n. 1883)
- 1966: Montgomery Clift, actor american (n. 1920)
- 1999: Regele Hassan al II-lea al Marocului (n. 1929)
- 2009: Dan Setlacec, medic și profesor de chirurgie român (n. 1921)
- 2011: Amy Winehouse, cântăreață britanică (n. 1983)
- 2012: Maria Emanuel, Margraf de Meissen, Șeful Casei de Saxonia (n. 1926)
- 2013: Djalma Santos, fotbalist brazilian (n. 1929)

## Sărbători
- România -- Ziua presei militare române
- Egipt -- Ziua națională - Aniversarea Revoluției (1952)
- Biserica Catolică—Sfânta Brigita (1303 - 1373)